# ハッキャリ県
ハッキャリ県(ハッキャリけん、トルコ語: Hakkâri ili、クルド語: Parêzgeha Colemêrgê)は、トルコの県。トルコの最南東部に位置する。県都はハッキャリ、5つの地域で構成されている。イラクとイランに国境を接し、クルディスタンの一角であることから、クルド人が主要民族となっている。標高1,000～2,000mの山岳地帯である。人口は約27万人（2006年）。
1936年にヴァン県から分離して設置された。オスマン帝国時代には、アッシリア東方教会教徒などアッシリア系の民族も居住していたが、第一次世界大戦頃にイランやイラクに追放された。

## 下位自治体
- ハッキャリ（Hakkâri）
- チュクルジャ（Çukurca）
- デレジク（Derecik）
- シェムディンリ（Şemdinli）
- ユクセコヴァ（Yüksekova）